# NGC 6902
NGC 6902 este o galaxie spirală situată în constelația Săgetătorul. A fost descoperită în 2 septembrie 1836 de către John Herschel. Se află la o distanță de 46 de megaparseci de Pământ.